# Adam Sandurski
Adam Sandurski (né le 8 février 1953 à Zarzecze) est un lutteur polonais.

## Palmarès

### Jeux olympiques
- Médaille de bronze en +100 kg aux Jeux olympiques de 1980 à Moscou

### Championnats du monde
- Médaille d'argent en catégorie + 100 kg en 1983
- Médaille d'argent en catégorie + 100 kg en 1982
- Médaille de bronze en catégorie + 100 kg en 1981

### Championnats d'Europe
- Médaille de bronze en catégorie des + 100 kg en 1986
- Médaille d'argent  en catégorie des + 100 kg en 1984
- Médaille de bronze en catégorie des + 100 kg en 1982
- Médaille de bronze en catégorie des + 100 kg en 1981
- Médaille de bronze en catégorie des + 100 kg en 1980
- Médaille de bronze en catégorie des + 100 kg en 1979